# Chago Melián
Santiago Melián Suárez (Punta del Hidalgo, Tenerife, 17 de diciembre de 1948), más conocido como Chago Melián, es un cantante y pintor español.

## Biografía
Nació en el barrio de la Punta del Hidalgo, en San Cristóbal de La Laguna. Desde pequeño sintió una gran atracción por el canto y la pintura. En 1979 se presentó al concurso de Televisión Española Gente Joven ganando el primer premio en la modalidad de canción ligera y dándose a conocer al gran público.
En su juventud estudió pintura en la Escuela de Bellas Artes de Santa Cruz de Tenerife, actividad en la que todavía emplea gran parte de su tiempo. Sintió en esta época gran interés por el canto eclesiástico, así como por la música folclórica canaria.
Durante su consolidación como cantante, Chago cantó en diversas partes del mundo, ofreciendo conciertos multitudinarios en Argentina, Uruguay y Miami. Destaca su vinculación con Hawái, lugar al que se encuentra particularmente unido desde su infancia. Precisamente ha creado una exposición de pinturas con una temática de hermandad entre las islas Canarias y Hawái. Su último disco, titulado precisamente «Canarias - Hawai» fusiona los ritmos de ambos archipiélagos volcánicos. Fue presentado en 2019 en la sede del Gobierno de Canarias en Santa Cruz de Tenerife, teniendo una gran acogida.
En 2015 recibió el Premio Artistas Canarios como artista solista del año y en 2021 el Premio Taburiente de la Fundación Diario de Avisos.
Chago Melián es también conocido por versionar canciones como el «Ave María», «Nube de Hielo» y «Bendita Mi Tierra Guanche», entre otras. Es considerado como uno de los mejores solistas canarios y ha compartido escenario con importantes artistas nacionales e internacionales como Juan Pardo, Albano Carrisi, Dyango, Paloma San Basilio, Los Panchos, Elsa Baeza, Rocío Dúrcal, Rosario Flores, Celia Cruz, Oscar d'León, etc.

## Álbumes
- «Anaga» (1991)
- «Su canción» (1994)
- «Sentimientos» (2000)
- «Desde El Corazón» (2003)
- «Al Emigrante» (2005)
- «Mis Colores» (2007)
- «Entre cuerdas» (2014)
- «Canarias - Hawai» (2019)